# Jiřina Chytilová-Frantíková
Jiřina Chytilová-Frantíková (rozená Frantíková, 26. ledna 1914 Smíchov – 2000) byla česká statistička, ekonomka, členka Sokola, feministka a pojišťovací pracovnice, absolventka Přírodovědecké fakulty Univerzity Karlovy v Praze. Roku 1937 se stala první ženou-absolventkou na své fakultní alma mater, která odpromovala sub auspiciis. Rovněž jako žena působila ve vůbec nejvyšší funkci v oboru československého pojišťovnictví.

## Život

### Mládí a studium
Narodila se na Smíchově v rodině středoškolského profesora Matouše Frantíka, a jeho manželky Marie, rozené Mikulčíkové, původem z Přerova. Po absolvování obecné školy a reálky, napřed v České Třebové, pak na Smíchově, následně nastoupila ke studiu matematiky a statistiky na Přírodovědecké fakulty Univerzity Karlovy. Až do roku 1900 docházely dívky na přednášky na hospitační studium (bez statutu řádné posluchačky); v roce 1900 bylo novým zákonem dívkám umožněno skládat zkoušky za celou dosavadní dobu studia. Řádné studium práv mohly ženy nastoupit až se vznikem Československa roku 1918. Od mládí byla činná v ženském odboru Sokola, ve 30. letech pak pracovala též v tiskovém odboru České obce sokolské.
Němčická odpromovala 7. června 1937 sub auspiciis, jako vůbec první v historii fakulty, a získala titul RNDr. V rámci ceremonie přednesla přednášku s názvem Národohospodářský význam změny biologických zjevů pro pojišťovny. U této příležitosti jí byly prezidentem republiky T. G. Masarykem věnovány briliantové náramkové hodinky, které předal přítomný ministerský rada Říha. Stala se tak první absolventkou tohoto oboru v celé ČSR.

### V pojišťovnictví
Zpočátku byla zaměstnána v Penzijním ústavu čs. průmyslu cukrovarnického, posléze přestoupila do Ústřední národní pojišťovny, kde pracovala i po dobu německé okupace Československa a druhé světové války.
Po roce 1945 se pak vypracovala jako členka pětičlenného ředitelství Ústřední národní pojišťovny, a byla tak připomínána jako nejvýše postavená žena v oboru domácího pojišťovnictví. Ve své funkci se snažila zasazovat o větší důraz na pojištění žen: prosadila například program pro pojišťování manželek mužů-pojištěnců či pro odměňování žen v domácnosti. Na podzim roku 1947 absolvovala studijní pobyt ve Spojených státech, kde studovala obor sociální pojištění. V rámci tohoto pobytu měla podle vzpomínek své švagrové pronést přednášku v Kongresu Spojených států ve Washingtonu, D.C. Jako jediná delegátka z ČSR byla vyslána na zasedání Mezinárodního úřadu práce do Kanady roku 1948. Podílela se rovněž na odborných konzultacích při poválečné tvorbě zákona o národním pojištění. Byla rovněž autorkou odborné literatury.
Roku 1948 se provdala za JUDr. Františka Chytila (1908–1987), původem z Chornice. Po únoru 1948 nadále pracovala v pojišťovnictví, byť roku 1948 byli s manželem oba držitelé cestovních pasů a je možné, že uvažovali o emigraci z komunistického Československa.

### Úmrtí
Jiřina Chytilová-Frantíková zemřela roku 2000 ve věku 86 let.